# Angelo Poliziano
Angelo Poliziano, Angelo Ambrogini eller Angelo Politianus, född 14 juli 1454 i Montepulciano, död 24 september 1494 i Florens, var en italiensk skald och humanist.

## Biografi
Angelo Poliziano hette egentligen Ambrogini, men kallade sig Poliziano efter det latinska namnet på sin födelsestad, Mons Politianus. Han invigdes i Florens i klassisk lärdom av samme lärare som Lorenzo de' Medici, vilken blev hans beskyddare. Mellan sitt trettonde och nittonde år författade Poliziano brev på latin och epigram på grekiska, översatte fyra böcker av Iliaden på latinsk vers och svarade för en utgåva av Catullus. Knappt femtonårig diktade han sina berömda Stanze per la giostra di Giuliano de' Medici och, artonårig, dramat Orfeo. Han sattes till lärare för Lorenzos söner, utnämndes 1480 till professor i antikens litteratur i Florens och blev sedermera kanik vid katedralen Santa Maria del Fiore.

## Författarskap
Som filolog vann Poliziano europeisk berömmelse. I synnerhet inom textkritiken var hans verksamhet banbrytande. Han föreläste om antikens litteratur och lärdom. På latin diktade han större poem (Manto, Ambra, Rusticus, Nutricia), som tävlar med antikens dikter, och hans filologiska uppsatser, Miscellanea (1489), blev länge beundrade och efterliknade.
Hans ovannämnda Stanze, bestående av 168 strofer ottave rime på toskanska folkspråket, förhärligar med mytologiskt tema Giulianos uppträdande i ett tornerspel (samtidigt med att Lorenzos besjöngs av Luca Pulci). Fastän planlös och ofullbordad, gav dock denna dikt genom sin versifikation uppslaget till poesins renässans i Italien. Skildringen av Venus' ö, Cypern, imiterades senare av Ariosto och Tasso. 
Polizianos tragedi Orfeo, med antika körer och många lyriska ställen, innebar fröet till såväl renässansens herdedrama som den moderna operan. Hans lyriska dikter (Rime) är toskanska sånger i folklig ton. 
Som ögonvittne till utbrottet av familjen Pazzis sammansvärjning mot medicéerna skildrade Poliziano den på latin i Pactianæ conjurationis commentariolum (1478). Vidare märks samlingen av hans brev, Epistolæ (1519).